# Phorinia minor
Phorinia minor là một loài ruồi trong họ Tachinidae.